# 비상초등학교
비상초등학교는 대한민국 충청북도 청주시 청원구에 있는 초등학교다.

## 학교 연혁
- 1937. 09. 24. 비상간이학교 개교
- 1943. 03. 31. 비상국민학교 승격 인가
- 1943. 04. 10. 비상국민학교 개교식 거행
- 1949. 07. 03. 제1회 졸업식
- 1977. 06. 13. 교가 인가
- 1982. 03. 10. 비상국민학교 병설유치원 개원
- 1995. 01. 01. 농진지역학교 지정
- 1995. 02. 07. 교기 및 우승기 제작
- 1996. 03. 01. 비상초등학교로 개명
- 2000. 11. 23. 6개 교실 개축(식당 2, 조리실 1, 특별실 3)
- 2003. 12. 23. 11개 교실 개축(일반교실 6, 특별실 4, 유치원사 1)
- 2010. 12. 24. 나이스활용 우수학교 표창(교육과학기술부장관)
- 2011. 12. 30. 2011. 대한민국 좋은학교 박람회 참가 및 표창(교육과학기술부장관)
- 2012. 02. 24. 학교폭력 없는 안전한 학교 만들기 표창(교육감)
- 2012. 10. 22. 다목적교실 늘품누리관 준공식
- 2012. 12. 17. 2012년 인성교육실천 우수학교(교육부장관)
- 2012. 12. 26. 2012년 교육과정 운영 우수 학교(교육감)
- 2014. 09. 01. 제27대 장병호교장 취임
- 2015. 02. 17. 제67회 졸업식(졸업생 총 4,490명 졸업)